# Genidens
Genidens is een geslacht van straalvinnige vissen uit de familie van christusvissen (Ariidae).

## Soorten
- Genidens barbus (Lacepède, 1803)
- Genidens genidens (Cuvier, 1829)
- Genidens machadoi (Miranda Ribeiro, 1918)
- Genidens planifrons (Higuchi, Reis & Araújo, 1982)